# Synagogue Nożyk
La synagogue Nożyk (en polonais : Synagoga Nożyków) de Varsovie, située 6, rue Twarda, est la seule synagogue de Pologne actuellement en activité qui ait survécu à la Seconde Guerre mondiale.
En 2009, principale synagogue de Varsovie, elle abrite les bureaux du grand-rabbin de Pologne, Michael Schudrich. Les offices ont lieu tous les jours. 
Les jours de fête où n'est pas récitée la prière Yizkor pour les défunts, retentit le El Male Rahamim (« Dieu empli de miséricorde ») à la mémoire des époux Zalman et Rivka Nożyk, selon le vœu même des fondateurs.

## Historique

### Avant la Seconde Guerre mondiale
L'idée de construire une nouvelle synagogue orthodoxe prend forme en 1892. Le 11 avril 1893, le seul notaire juif de Varsovie, Simon Landau, rédige un acte notarié par lequel Zalman Nożyk, fils de Menasze, achète pour 157 000 roubles à Jan Teodor Engelbert Zembrzuski une parcelle vide située 6 rue Twarda. Au printemps 1898, la construction de la synagogue débute officiellement, supervisée par un comité de construction spécialement créé. 
Les plans ont probablement été conçus par Leonard Marconi, membre d'une célèbre famille d'architectes de Varsovie. Les noms de Julius Prechner et de Leo Bachman sont aussi cités[Par qui ?].

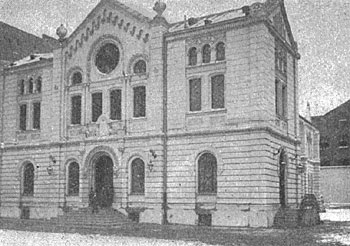
La synagogue en 1909.

Le coût total de la construction, estimée à 250 000 roubles, est entièrement pris en charge par les conjoints Nożyk. Le 28 février 1902, le comité de construction avertit la communauté de la fin des travaux de construction et invite les personnes à venir choisir leurs places.  
Le 12 mai 1902, le jour de la fête de Lag Ba'omer, à 19h00, se déroule l'ouverture officielle de la synagogue. Les prières sont accompagnées de chants liturgiques interprétés par le chœur dirigé par le chantre Lewinsohn. Le discours solennel de dédicace de la synagogue est prononcé par deux rabbins. Puis est entonné l'hymne national. Les rouleaux de Torah sont alors conduits cérémonieusement jusqu'à l'Arche sainte où ils sont déposés par Zalman Nożyk lui-même.  
Les comptes rendus publiés dans la presse juive sont très élogieux :
« Cette synagogue répond à tous les égards aux exigences modernes. D'apparence impressionnante, aussi bien de l'extérieur que de l'intérieur, tout en restant dans les limites du bon goût, elle offre de vastes espaces avec une bonne ventilation et une bonne acoustique. Tout prouve qu'elle a été construite habilement, aussi bien comme temple dédié à la gloire de Dieu que pour assurer tout le confort à  ceux qui vont y passer de longues heures.  »
Quelques semaines après la cérémonie, les membres du Comité de la synagogue sont nommés, parmi lesquels se trouvent les époux Nożyk, ainsi que d'autres bienfaiteurs, Izaak Ettinger, David Mojżesz Szereszewski, Arie Leib Davidson, Jecheskiel Krawcow, Josef Jecheskiel Zuckerwaar et B. Rikwert. 
La synagogue est fréquentée principalement par les Juifs riches qui ont pu s'acheter des places permanentes. Le prix varie de 16 à 80 roubles pour les hommes et de 8 à 30 roubles pour les femmes, en fonction de la distance de leur siège au mur est où se trouve l'Arche sainte. Le comité de la synagogue prévoit aussi des places réservées pour les pauvres, mais seulement pour les prières du matin quand un double service est possible.    
En 1914, après la mort de Rivka, la synagogue ainsi que d'autres biens immobiliers lui appartenant sont légués gracieusement à la communauté juive orthodoxe de Varsovie. Les seules conditions imposées sont que la synagogue soit maintenue en l'état et garde pour nom le nom de ses bienfaiteurs et que la prière El Male Rahamim soit récitée lors de chaque fête à la mémoire des fondateurs. 
En 1923, la synagogue est rénovée et un chœur semi-circulaire est ajouté sur le mur est au-dessus de l'Arche sainte, selon les plans de Maurice Grodzieński. À la suite de cette construction, les deux fenêtres avec des vitraux originaux aux motifs géométriques de tresses, situés initialement au premier étage sur le mur arrière, se retrouvent aveugles sur la partie du mur restant de part et d'autre de l'Arche sainte.  
Dans l'entre-deux-guerres, la synagogue est célèbre pour son chœur d'hommes dirigé par Abraham Cwi Dawidowicz. En plus des cérémonies religieuses, des concerts sont donnés à l'occasion des vacances et des manifestations importantes.

### La Seconde Guerre mondiale
En 1939, la synagogue Nożyk fait partie des cinq plus grandes synagogues de Varsovie. Elle est dévastée par les nazis en 1940 et sert d'écurie pour les chevaux et pour le stockage de produits alimentaires. Lorsque les Allemands créent le ghetto de Varsovie, la synagogue se trouve dans la partie dénommée petit ghetto.   
Le 20 mai 1941, les autorités allemandes autorisent l'ouverture de trois synagogues, dont la synagogue Nożyk. La cérémonie d'ouverture a lieu le jour de Roch Hachana. Le chantre David Ajzensztadt célèbre l'office, tandis que le professeur Meir Balaban, le nouveau rabbin de la synagogue, fait un discours bref et concis sur le Mois de l'enfant. En juillet 1942, la synagogue est fermée après la liquidation du petit ghetto. Elle se trouve alors dans la partie aryenne de la ville. 
Pendant l'Insurrection de Varsovie, en août et septembre 1944, la synagogue est sévèrement endommagée lors des batailles de rue et les bombardements, mais l'édifice, qui a été solidement construit, ne s'effondre pas.

### L'après-guerre
Après la guerre, la synagogue est provisoirement et partiellement rénovée en utilisant des fonds qui étaient auparavant destinés au sauvetage des Juifs. En juillet 1945 la synagogue est de nouveau dédiée, et en août 1946 a lieu la visite du grand rabbin de la Palestine mandataire, Isaac Herzog. 
Bien que la synagogue soit utilisée par la communauté juive, la municipalité de Varsovie s'en déclare juridiquement propriétaire et en exige un loyer très élevé. La communauté juive décide alors de porter l'affaire en justice afin d'en réclamer la restitution. Le jugement rendu est favorable à la communauté juive, mais le procureur général de l'état fait appel de ce jugement, sur la base que la communauté juive de 1948 n'a rien à voir avec l'ancienne communauté juive d'avant guerre. Après un second procès, la synagogue redevient propriété de la communauté. 

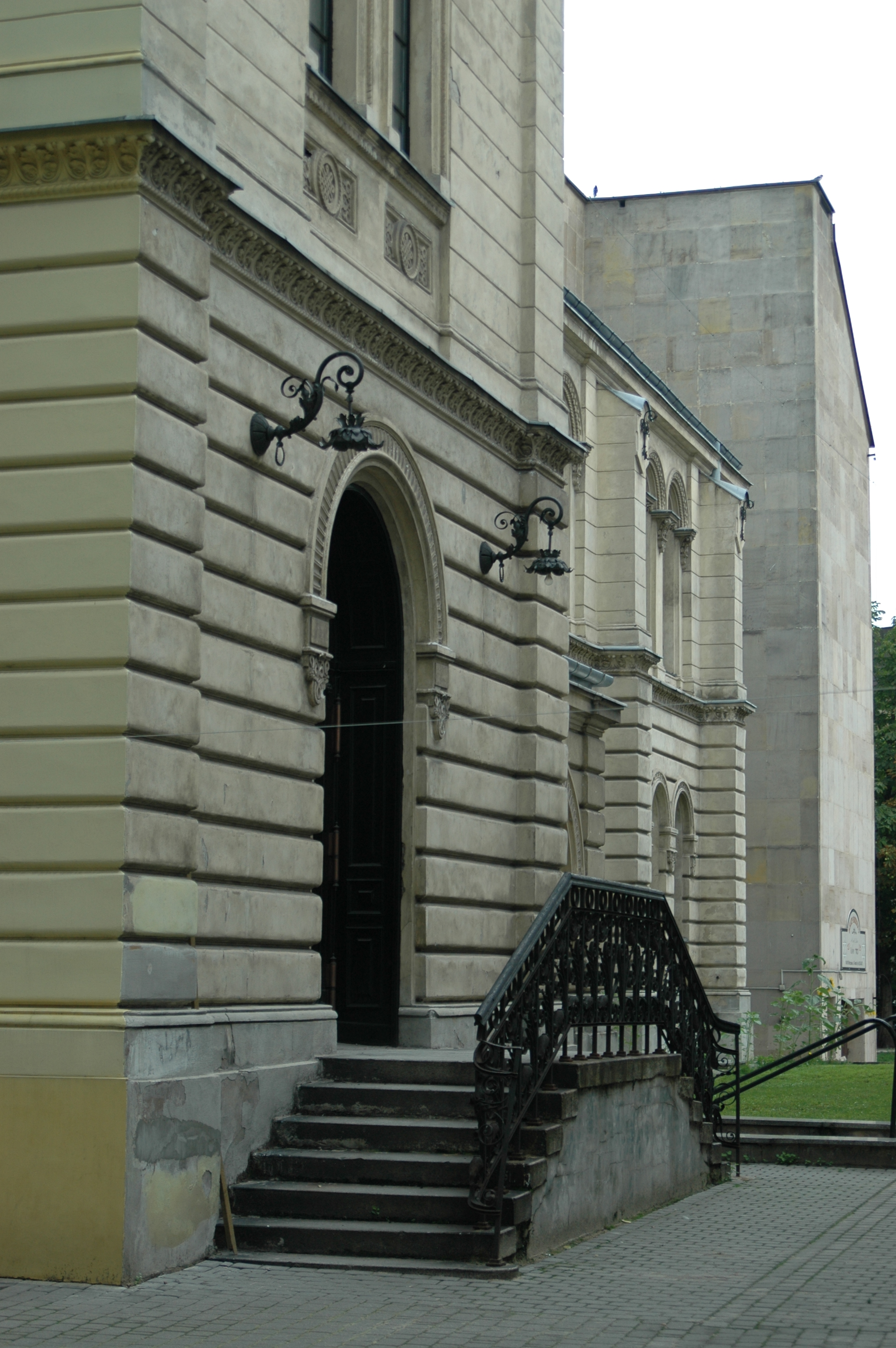
Porte latérale donnant accès à la galerie des femmes.

La communauté décide alors de procéder à de nouvelles réparations et en 1951 organise une réouverture officielle de la synagogue. En 1968, la synagogue est fermée, et les prières ont lieu dans une salle située dans un bâtiment adjacent. Après la dissolution de la communauté juive de Varsovie, la propriété de la synagogue est transférée à l'Association des Juifs de Varsovie. 
Le 1er décembre 1973, la synagogue fait l'objet d'une inscription au registre national des monuments historiques de Pologne.
Au cours de la période 1977-1983, de gros travaux sont exécutés afin de redonner à la synagogue l'apparence qu'elle avait au début du XXe siècle et pour construire du côté est une annexe, où sont actuellement regroupés les bureaux de la communauté juive de Varsovie et de l'union des communautés juives de Pologne, ainsi qu'un restaurant cacher. Lors de ces travaux, de nombreux éléments originaux disparaissent à l'intérieur de la synagogue, dont les étoiles sur le plafond de l'abside derrière la bimah. Les travaux sont supervisés par deux architectes du bureau de conservation des monuments historiques, Hanna Szczepanowska et  Ewa Dziedzic.
Le 18 avril 1983, a lieu dans la synagogue entièrement rénovée une cérémonie commémorative pour le 40e anniversaire du soulèvement du ghetto de Varsovie. À cette cérémonie assistent le grand rabbin de Tel Aviv, Itzhak Frenkel, des représentants du gouvernement de la république populaire de Pologne et de la municipalité de Varsovie, l'archevêque de Varsovie, Kazimierz Majdański, ainsi que des représentants d'autres religions.  
En 1985, le jeune Mateusz Kos y célèbre sa bar-mitzvah, première cérémonie de ce genre en Pologne, depuis de nombreuses années. Il poursuivra des études religieuses et sera ordonné rabbin en 2006. 
À partir de 1988, et pour la première fois depuis la fin de la Seconde Guerre mondiale, la communauté juive de Varsovie peut dire ses prières dans la synagogue avec un rabbin. Le grand rabbin de Pologne, Menachem Pinchas Joskowicz, peut y célébrer les offices et à partir de 1990 Michael Schudrich, rabbin de Varsovie. 
En 1989, la synagogue reçoit de donateurs américains un nouveau rouleau de Torah qui répond aux besoins de la communauté : auparavant aucune copie n'existait à Varsovie.
Le 19 avril 1983, à l'occasion du 40e anniversaire du soulèvement du ghetto de Varsovie et pour la première fois dans l'histoire des relations judéo-chrétiennes polonaises, Henryk Muszynsk, archevêque de Varsovie, et Michael Schudrich, rabbin de Varsovie, prient ensemble dans la synagogue.

### Tentative de destruction de la synagogue
Au début des années 1990, de nombreux actes antisémites sont commis en Pologne. Le plus important se produit dans la nuit du 25 au 26 février 1997, quand le feu est mis à la synagogue. Grâce à la rapidité d'action de certains passants et à l'intervention efficace des pompiers, seul le vestibule de la synagogue est détruit. 
Malgré la présence à proximité d'un officier de police, les incendiaires, un homme avec une pèlerine jaune et une femme, peuvent s'enfuir sans être poursuivis. Aussitôt une enquête est ouverte, supervisée directement par le ministre des affaires internes de l'époque, Leszek Miller. Une douzaine de membres de la Ligue Républicaine sont arrêtés, mais doivent être relâchés faute de preuves. 
En 1999, la ville de Varsovie décide de prendre en charge financièrement la totalité de la restauration de la partie détruite.

### Depuis l'an 2000

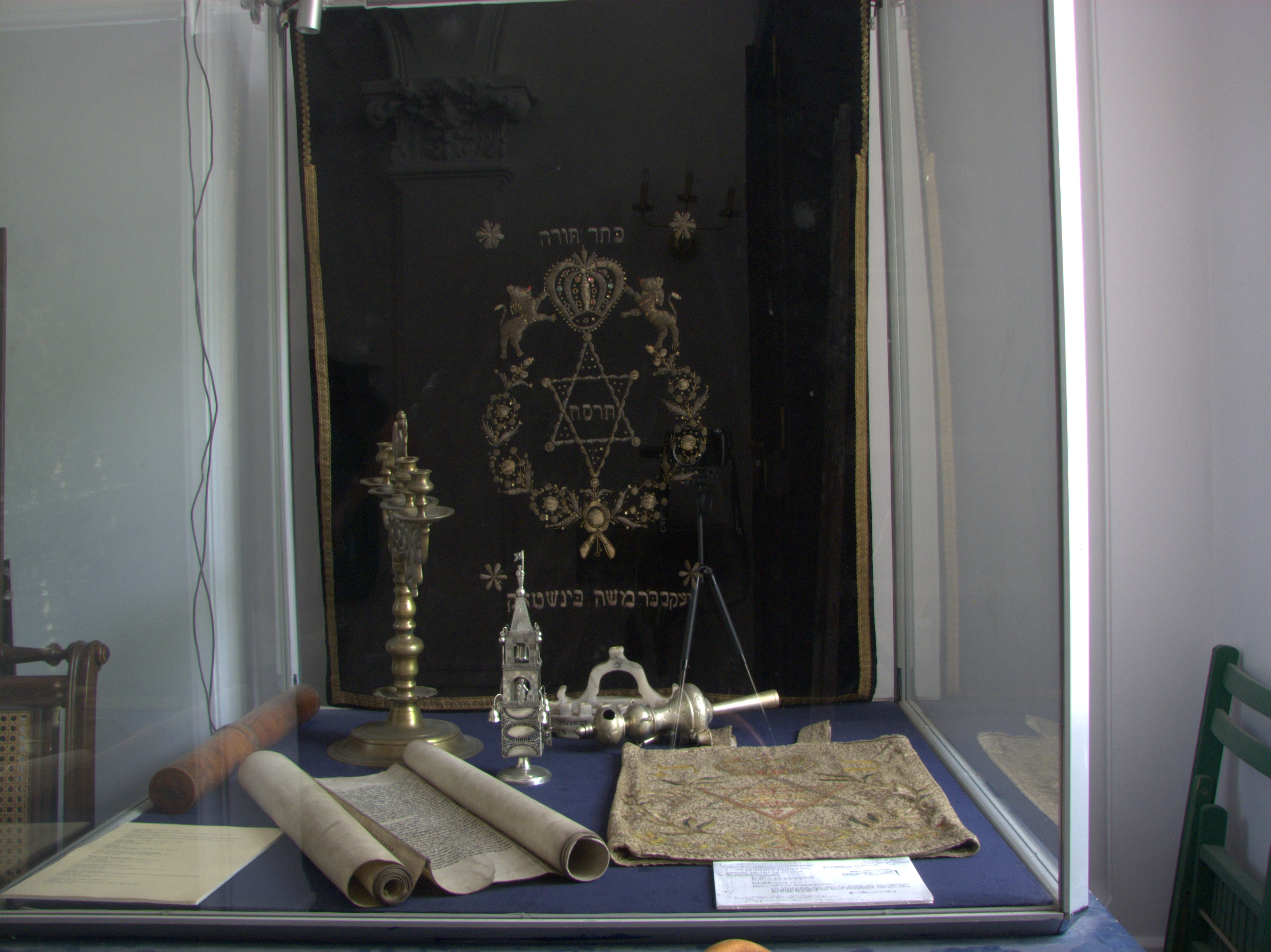
Judaica.

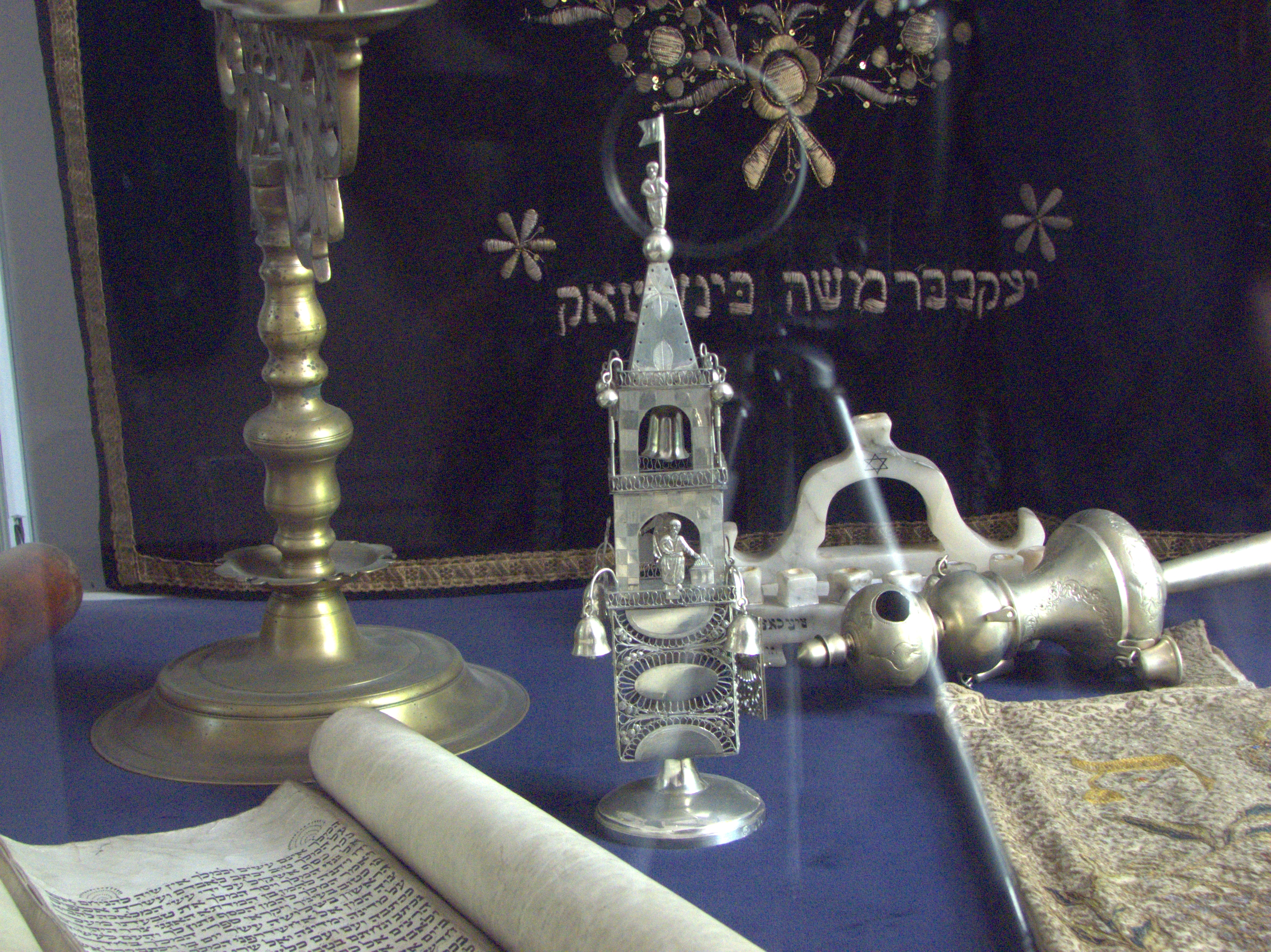

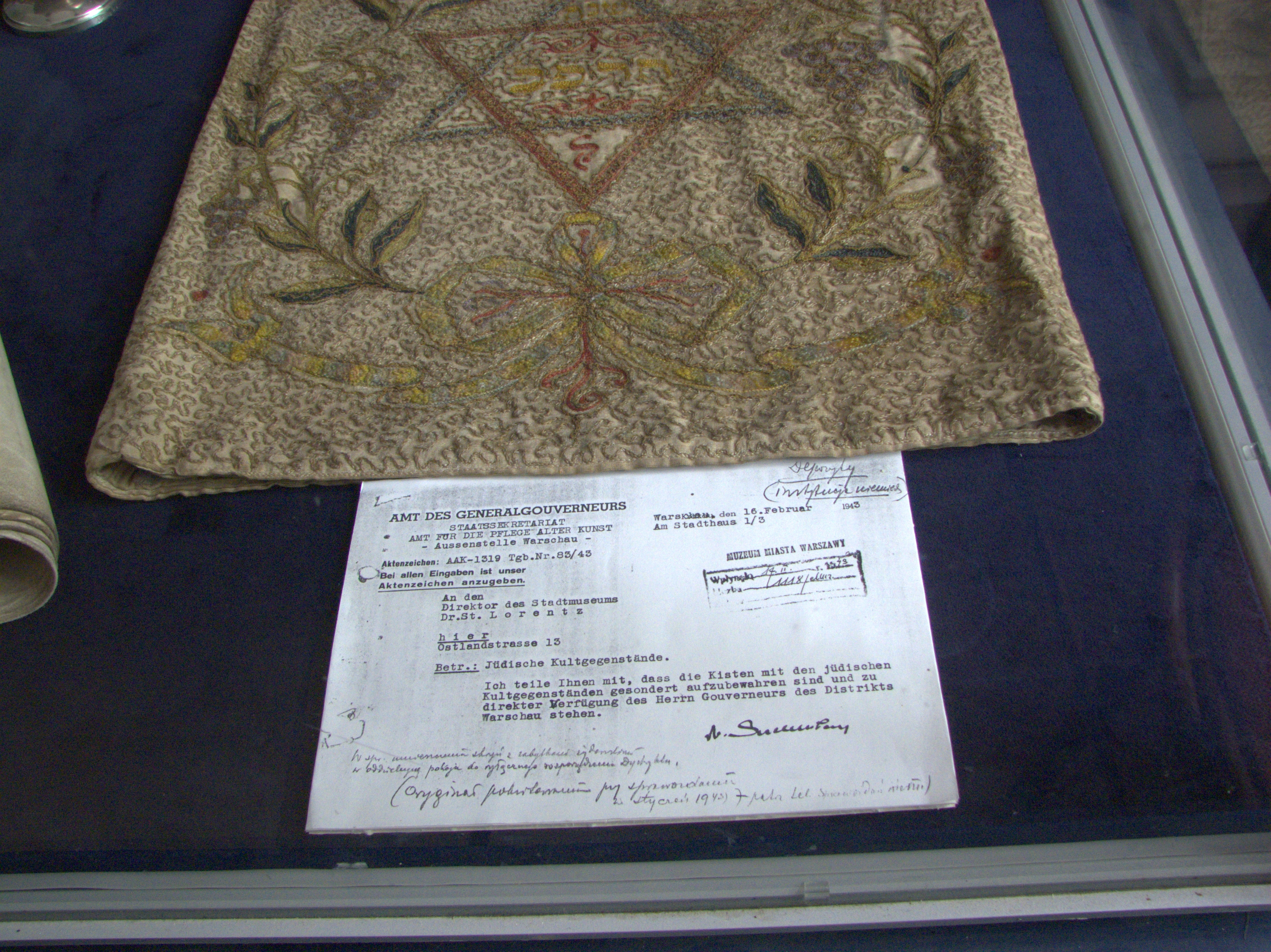

En 2001, la municipalité de Varsovie-Centre vote une subvention de 500 000 Złotys pour le drainage des fondations de la synagogue et la protection contre l'humidité.
Le 12 octobre 2001, des objets de culte dérobés pendant la Seconde Guerre mondiale par les nazis dans différentes synagogues de Varsovie et placés en 1943 au Musée National par les forces d'occupation sont restitués à la communauté juive. Le directeur du cabinet du premier ministre, Maciej Musiał, participe à cette cérémonie. La plupart de ces objets, dont certains de très grande valeur aussi bien pécuniaire que sentimentale pour la communauté, sont exposés dans une vitrine dans le vestibule de la synagogue. Parmi les objets les plus remarquables se trouvent :
- un parokhet (rideau fermant l'Arche sainte) en velours, brodé de fils de soie et de fils d'argent, recouvert de paillettes et de perles de verre, tissé en Pologne vers 1908 ;
- une parure de Torah en velours, entrelacée de fils de soie et de tresses d'or, avec paillettes et perles de verre, brodé en Pologne en 1903 et conservé dans l'Arche sainte ;
- une parure de Torah en velours de soie brodée, tissée en Pologne en 1922.
- un rimonim en argent gravé et estampé, fabriqué à Wrocław en 1864 ;
- un plastron de Torah en argent réalisé dans les années 1821-1841 par l'orfèvre Johann Auguste Gebhardt de Berlin et conservé dans l'Arche sainte ;
- un bougeoir de shabbat en bronze avec les inscriptions : « Pour l'allumage des bougies » et « Saint chabbat », fabriqué en Pologne au XVIIIe siècle ;
- une petite tourelle à épices en argent, gravée et estampée avec filigrane, fabriquée à Gdańsk au XIXe siècle ;
- une hanoukkia (chandelier de Hanoucca) en albâtre, fabriquée en Pologne en 1938 ;
- un meguiloth sur parchemin avec son étui en bois, ramené probablement d'Allemagne au XIXe siècle.

De septembre à novembre 2002, de gros travaux de restauration sont entrepris pour effacer les dernières traces de l'incendie criminel de 1997. Lors de cette restauration, du crépi et des stucs sont rajoutés, des fenêtres et des éléments mécaniques remplacés, et les escaliers sont rénovés. La façade de la synagogue est peinte en couleur jaune et coquille d'œuf au lieu de l'ancien gris sable, et une couche de revêtement antigraffiti est déposée sur toute la façade jusqu'à la hauteur du premier étage. La rénovation est réalisée sous la supervision des conservateurs Grazyna Babut-Prykiel et Peter Gregory Mądracha et financée par la Fondation Ronald Lauder,.
Au-dessus de la porte du vestibule, est réinstallé un vitrail portant la phrase « Je suis qui Je suis », conçu et réalisé par l'artiste de Varsovie Tomasz Łączyński du studio d'art Sztuka-Szkło. Le 6 novembre, lors d'une cérémonie officielle, une plaque commémorative est dévoilée dans le vestibule de la synagogue en l'honneur du généreux donateur qui finança les réparations. Cette cérémonie s'est déroulée en présence de Ronald Lauder, venu spécialement des États-Unis.
Le 3 janvier 2003, des inconnus tentent de saccager la synagogue et enfoncent des clous dans la porte principale.
Le 17 juin 2005 a lieu une cérémonie pour la réception de quatre rouleaux de Torah, don de Harley et Mary Lippman en l'honneur de la Bat Mitsva de leur fille Juliette. Ces rouleaux, produits en 1886, appartenaient auparavant à une famille juive polonaise. Portés sous un baldaquin alternativement par plusieurs hommes, les rouleaux sont promenés du Jardin de Saxe à la rue Królewską (rue Royale) et à la rue Grzybowską. Des officiers israéliens assistent à cette cérémonie. 
D'août à fin décembre 2008, de nouveaux travaux sont effectués sur la synagogue qui est repeinte en couleur jaune-pêche,. Des éléments décoratifs de la façade menaçant de tomber, dont certains de style mauresque ou byzantin, sont remplacés, et un système moderne pour effrayer les pigeons est installé. Les fondations sont protégés par des arceaux métalliques et une moulure de pierres blanches,. À l'intérieur de la synagogue, la nef principale est repeinte, les escaliers sont regarnis et le sol est rénové avec des pavés de grès. Le coût total de la réparation s'élève à 1 215 000 zlotys, dont 750 000 pris en charge par le service de conservation des monuments historiques et le reste par la communauté juive de Varsovie. Les travaux de rénovation ont été conçus et contrôlés par les architectes Joanna Kwiećińska, Małgorzata Pastewka et Sławomir Stankiewicz. 
Le 6 mai 2005, pour célébrer la mémoire de Jacek Eisner, un des combattants et rares survivants du ghetto de Varsovie, décédé en 2003, un nouveau Sefer Torah est offert à la synagogue par sa femme Sarah et ses enfants Shirley, Arnold et Philip,.

## Architecture
Le bâtiment en briques de la synagogue est construit sur un plan rectangulaire avec, en légère saillie, l'entrée principale surmontée d'un fronton triangulaire. L'ensemble est de style néo-roman avec de nombreux éléments byzantins, néo-renaissance et mauresques. La porte principale à arc plein-cintre souligné par une frise est légèrement surélevée et accessible en montant six marches. Au-dessus de la porte principale, à hauteur des fenêtres du premier étage, trônent les Tables de la Loi et sous le fronton, à hauteur du second étage, une niche circulaire avec au fond, encerclée d'une frise circulaire, l'étoile de David. 
L'intérieur est divisé en trois nefs, la nef centrale et, de part et d'autre, les bas-côtés moins élevés. On accède aux galeries des femmes, situées au-dessus du vestibule d'entrée et des bas-côtés, par des escaliers avec des entrées séparées sur les côtés latéraux de la synagogue. 
Sur le mur est, se trouve l'Arche Sainte en marbre, avec six colonnes en marbre grenat soutenant un dôme en fer forgé recouvert d'or. Sur son entablement, est gravé un extrait en hébreu du Psaume 118-19 : {{citation[Ouvrez-moi les portes de la justice, afin que j’entre et que je loue Yahweh.}} On accède à l'Arche sainte de chaque côté par des marches en marbre avec balustrade en fer forgé avec des motifs de plantes formant des S. Les portes richement décorées contrastent avec le modeste parokhet, rideau les recouvrant. À gauche de l'Arche se trouve le Ner tamid ou lampe éternelle, et à droite le pupitre du Hazzan, le chantre. Devant se trouve la bimah entourée d'une balustrade en fer forgé, avec des motifs en forme de losange où sont fixés des morceaux de verre en forme de diamant. 
La synagogue possède six cents places assises.

## Plaques commémoratives
Cinq plaques commémoratives fixées dans la salle principale ou le vestibule rappellent les principaux évènements de la synagogue. 
La plaque en hébreu et en polonais, fixée à droite de l'Arche sainte, en face d'un des bas-côtés, célèbre Zalman Nożyk qui a fait construire la synagogue pour la communauté orthodoxe de Varsovie et qui a exprimé le souhait que le El Male Rahamim soit chanté à sa mémoire et à celle de sa femme Rivka.  
La seconde en hébreu et en polonais, dans la salle de prière principale, rappelle que la synagogue a été restaurée dans les années de 1977 à 1983 par l'État polonais. 
La troisième plaque, fixée aussi dans la salle de prière principale, est en anglais et en hébreu et rappelle la mémoire des fondateurs de la synagogue : « Cette synagogue a été construite en 1900 par Zalman Nożyk, fils de Menashé, décédé en décembre 1903 et son épouse Rivka, fille de Moïse, décédée en novembre 1915. Que leurs âmes soient incluses dans la couronne de la vie éternelle ».  
La quatrième, placée dans le vestibule, est en polonais et en anglais. Elle a été inaugurée le 6 novembre 2001 : « N’est-ce pas là un tison arraché du feu ? (Zacharie 3:2) Cette synagogue existe miraculeusement aujourd'hui… La seule synagogue de tout Varsovie sauvée des flammes de la Seconde Guerre mondiale. Elle a été désacralisée pendant la guerre, reconstruite presque quarante ans plus tard et rénovée une nouvelle fois grâce à l'aide généreuse de la fondation Ronald S. Lauder de New York. »   
La cinquième plaque commémore la visite du président d'Israël Moshe Katsav en avril 2003.

## Galerie

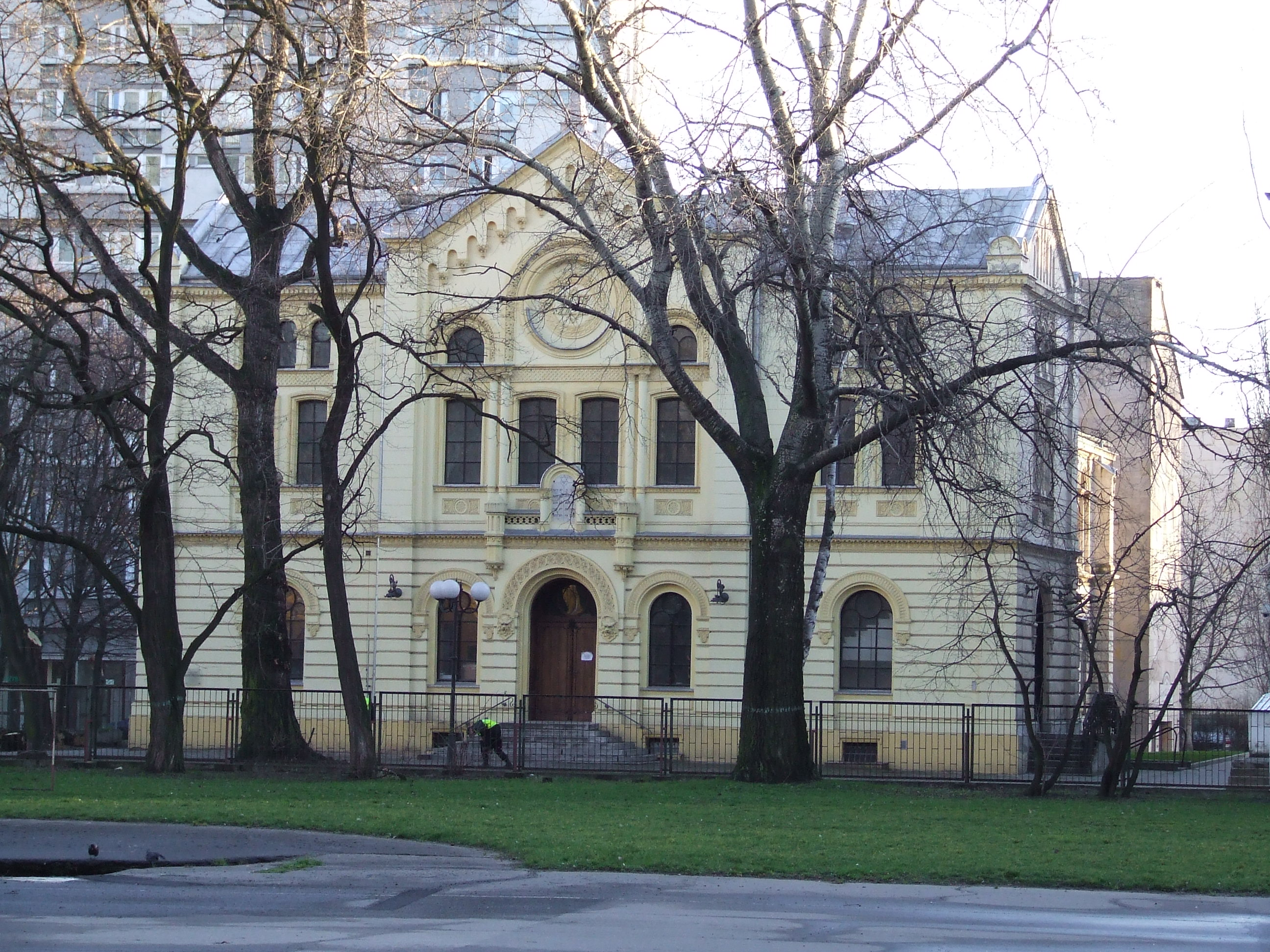
Vue de la façade de la synagogue.
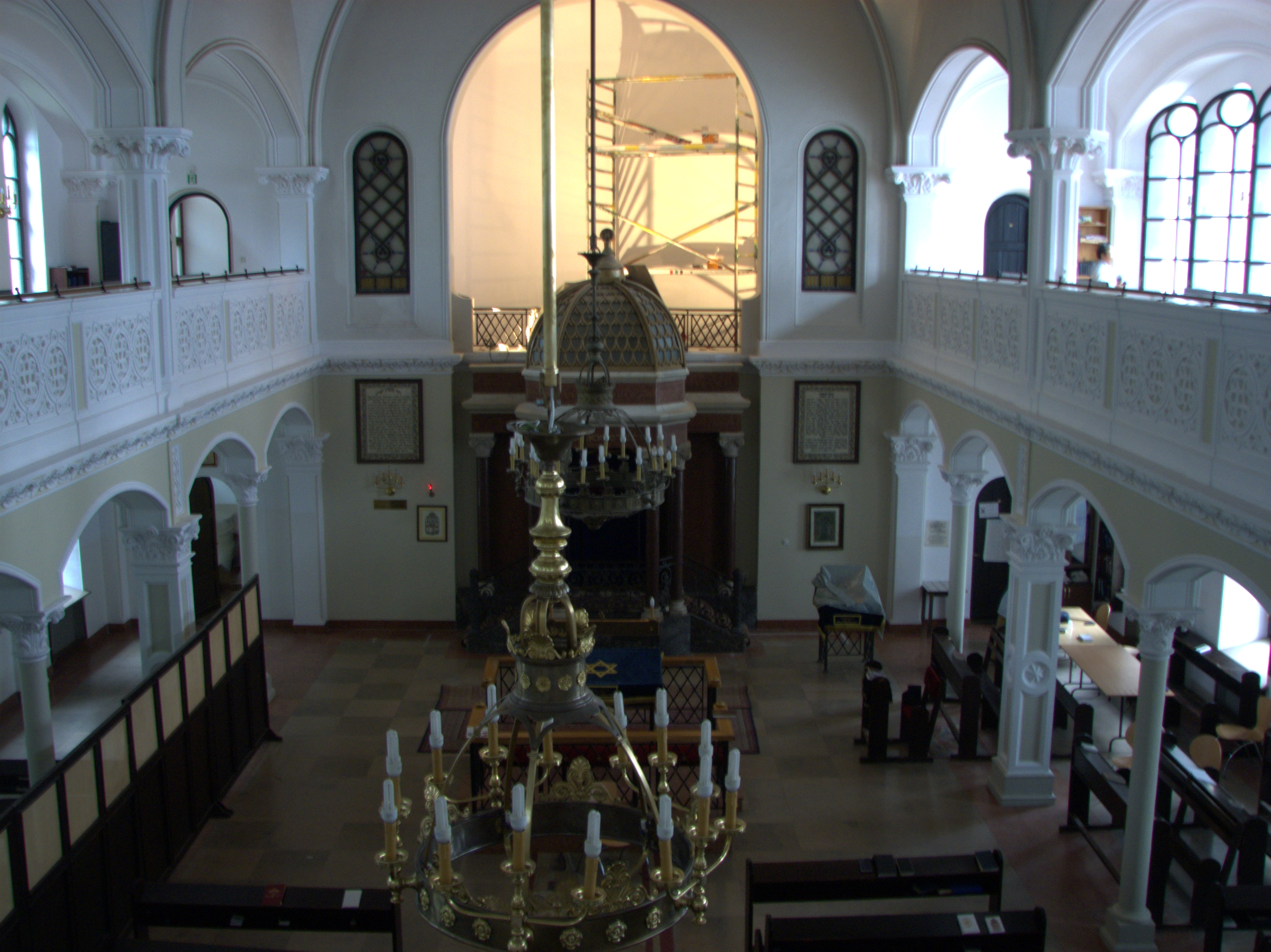
Intérieur de la synagogue vu de la galerie des femmes.
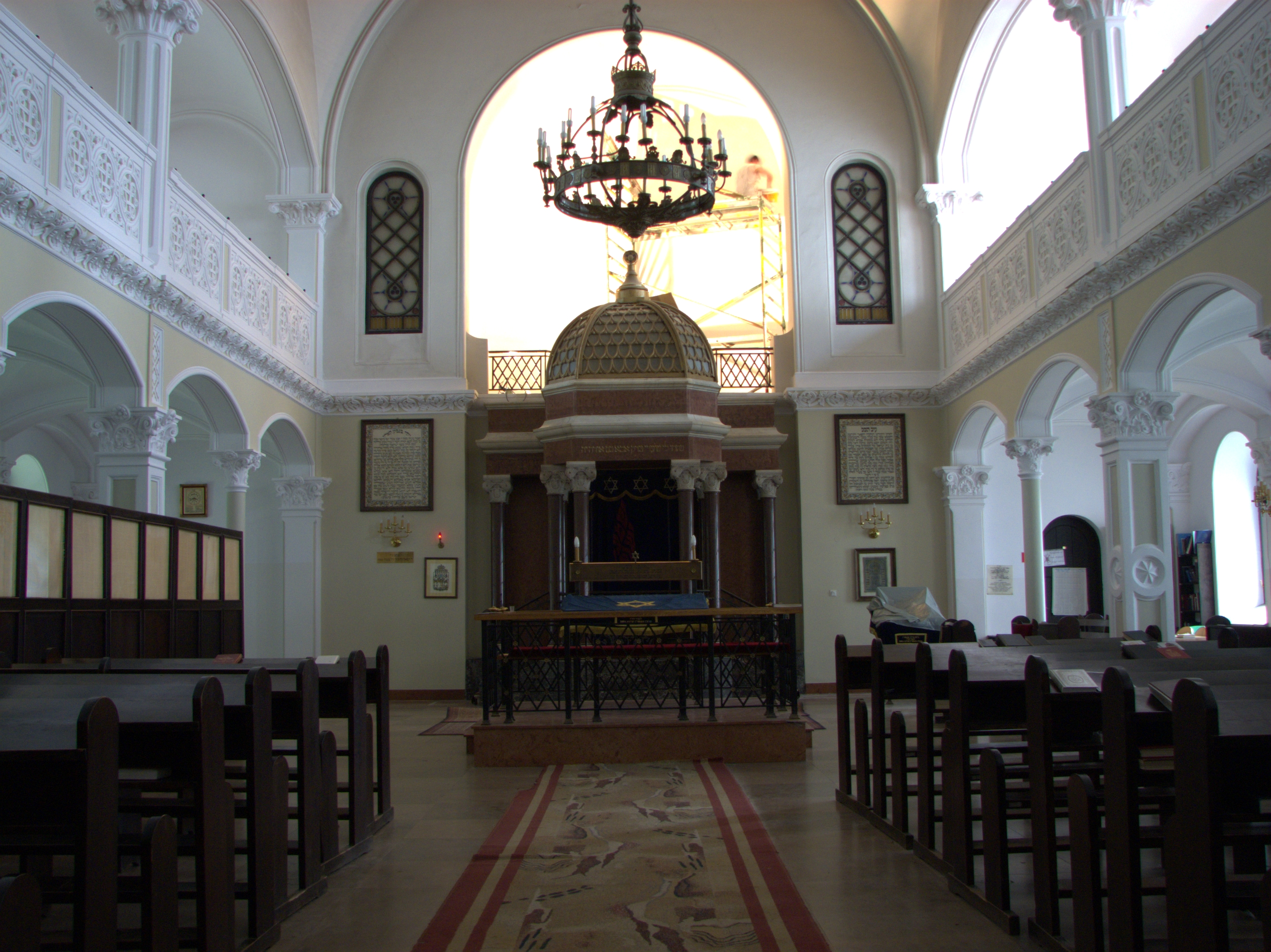
Intérieur de la synagogue.
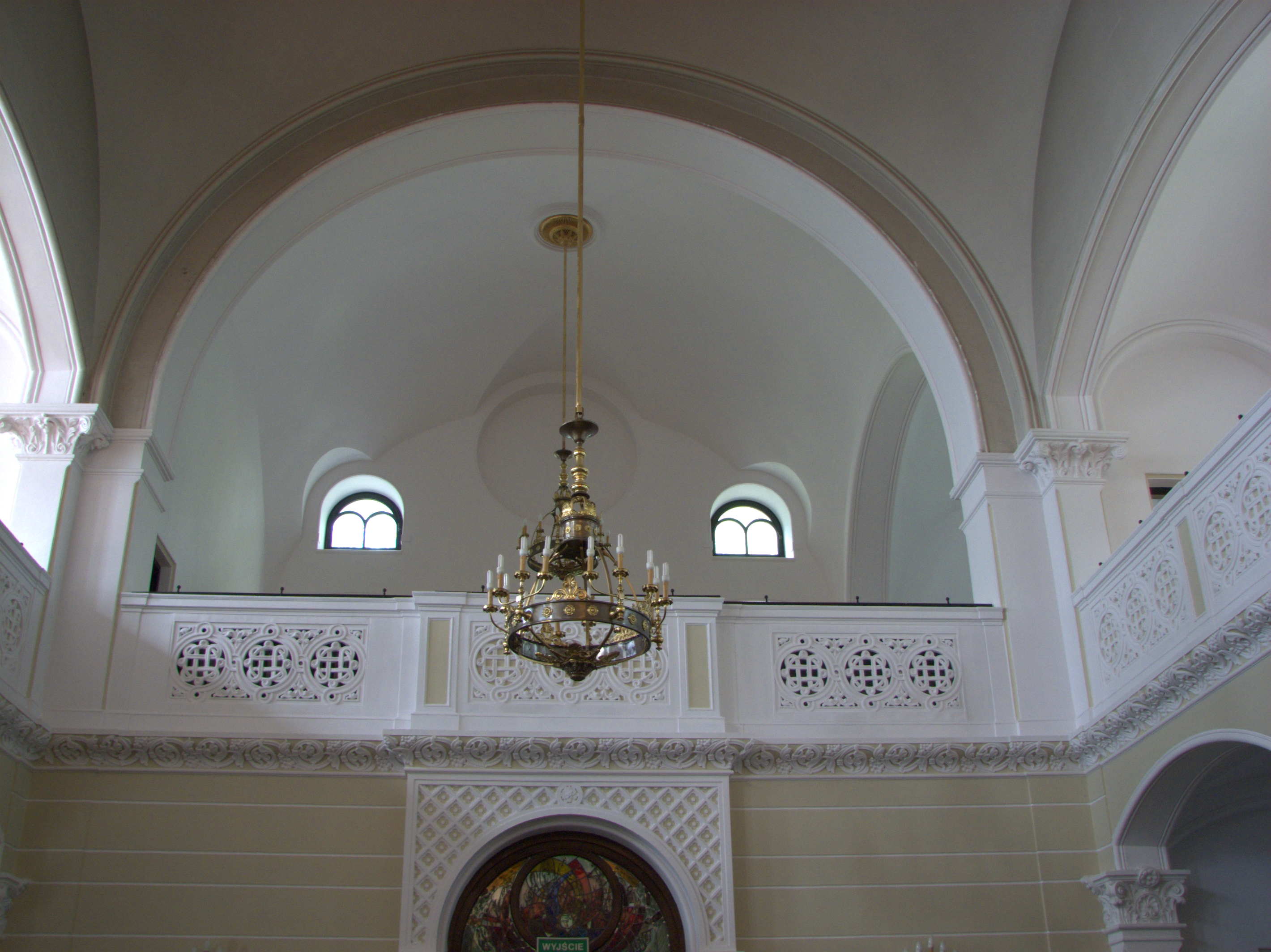
Vue de la galerie des femmes.
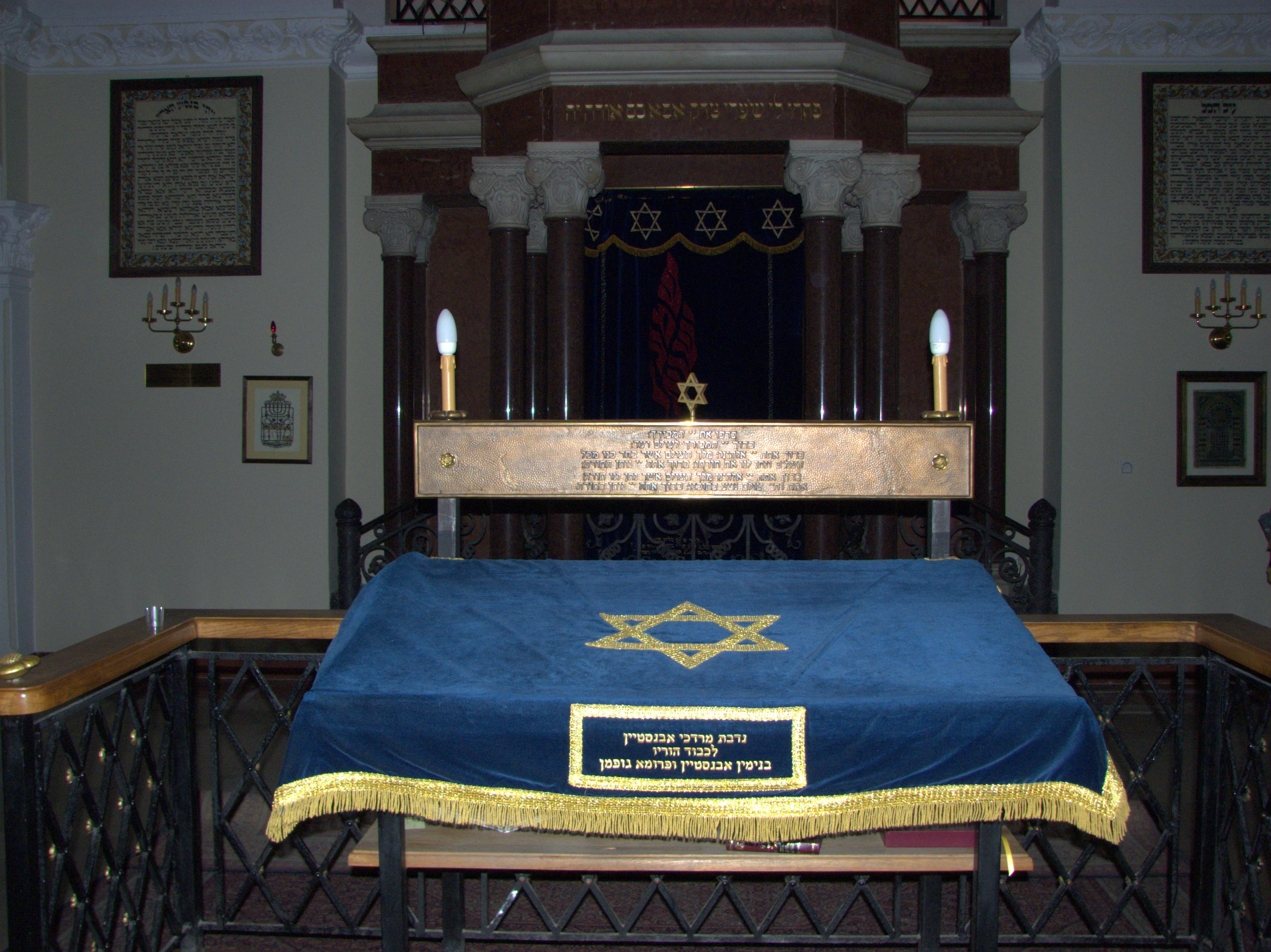
Bima.
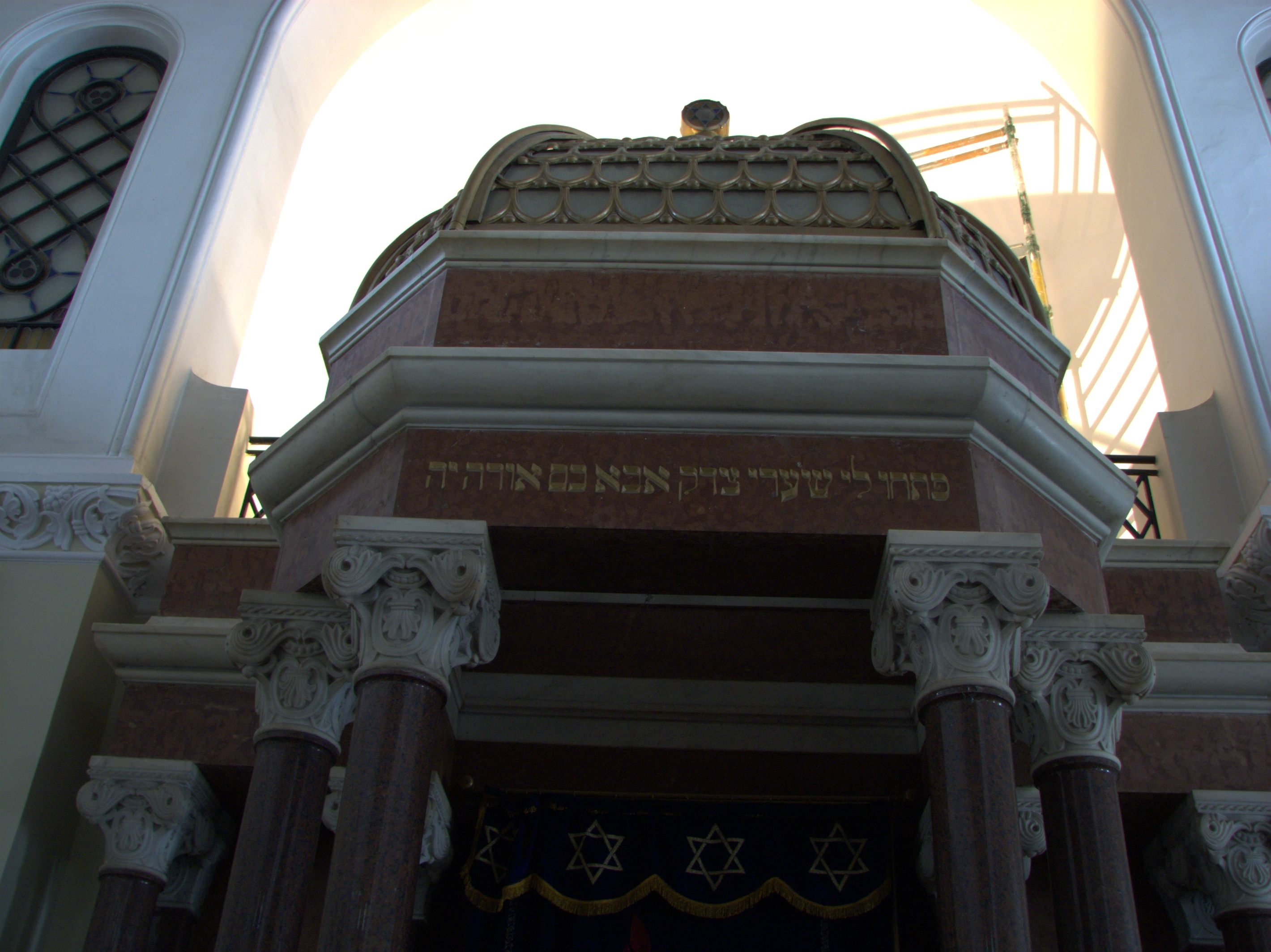
Le haut de l'Arche Sainte.

## Activités de la synagogue

### Les offices
Les offices ont lieu tous les jours et sont dirigés par le rabbin Michael Schudrich, ou, en son absence, par ses assistants rabbins. Les prières se déroulent selon le rite ashkénaze.

### Cérémonies officielles et commémoratives dans la synagogue
La synagogue Nożyk étant la seule grande synagogue de Varsovie à avoir survécu à la Deuxième Guerre mondiale, est devenue un lieu de mémoire et aussi le symbole du renouveau du judaïsme polonais. Elle accueille de nombreuses personnalités polonaises, israéliennes, européennes et internationales, elle est impliquée dans la vie sociale polonaise et célèbre des offices commémoratifs lors du décès de personnalités importantes ou lors de catastrophes. 
En avril 2003, le président d'Israël, Moshe Katsav visite la synagogue et remet la médaille de Juste parmi les nations à cinq Polonais. Il participe aussi à la réception d'un nouveau rouleau de Torah, don d'une synagogue de Chicago.
Le 22 novembre 2003, un office funèbre est célébré dans la synagogue à la mémoire des victimes de l'attaque terroriste d'Istambul, en présence de l'ambassadeur de Turquie et de celui d'Israël.
Le 20 janvier 2005 se déroule dans la synagogue un office œcuménique pour les victimes du tsunami en Asie. Les prières sont dites par le rabbin Michael Schudrich, le prêtre Michał Tchaikovsky et par l'évêque Zdzisław Tranda de l'église réformée calviniste. Les ambassadeurs du Sri Lanka, d'Inde et de Thaïlande, celui d'Israël David Peleg, ainsi que de nombreuses personnalités du monde diplomatique assistent à cet office.
Le 8 avril 2005, des prières sont dites à la synagogue par le grand-rabbin de Pologne, Michael Schudrich, à la mémoire du pape Jean-Paul II, en présence de l'ambassadeur d'Israël en Pologne, David Peleg, et du prêtre Michał Tchaikovsky. De nombreux Juifs et non-Juifs participent à cette veillée. Jean-Paul II, avait eu l'intention de visiter la synagogue lors d'un de ses voyages en Pologne, mais le grand-rabbin Menachem Pinchas Joskowicz avait à l'époque refusé de donner son consentement.
Le 18 mai 2005, le chef d'état-major de l'armée israélienne, le général Moshe Ya'alon est accueilli dans la synagogue avec un groupe d'officiers israéliens blessés au combat.
Le 31 janvier 2006, un office œcuménique a lieu dans la synagogue avec la participation des représentants des églises catholique, grecque-catholique, orthodoxe, évangélique luthérienne et des représentants des Polonais musulmans et juifs pour les victimes de la catastrophe de Katowice où un hall d'exposition s'est effondré sur la foule, faisant plus de 60 morts et de très nombreux blessés.
En mai 2006, la synagogue organise pour la première fois depuis plus de soixante ans, une conférence rabbinique réunissant 25 rabbins représentant les différents pays d'Europe centrale.
Le 5 juin 2007, le président du Parlement européen, Hans-Gert Pöttering, visite la synagogue et rencontre les représentants de la communauté juive polonaise.
Le 21 février 2008, le grand rabbin ashkénaze d'Israël, Yona Metzger, est accueilli dans la synagogue. C'est la première visite d'un grand rabbin d'Israël en Pologne depuis 60 ans.
Le 14 avril 2008, l'assemblée de la communauté juive de Varsovie se déroule dans un des bâtiments de la synagogue, en présence du président de l'État d'Israël, Shimon Peres.

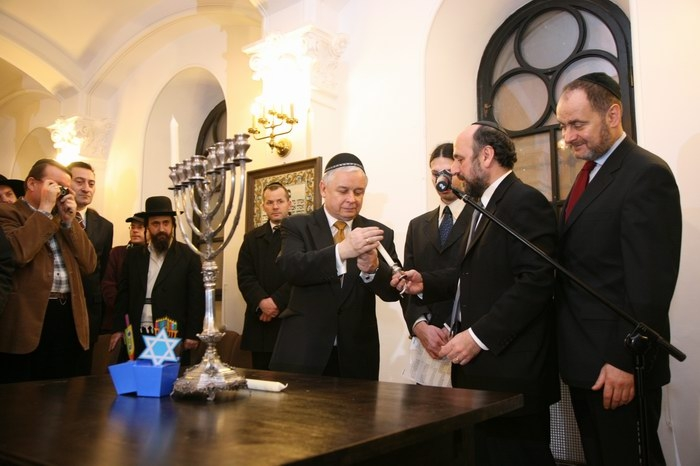
Le président Lech Kaczynski allume la première bougie de Hanoucca le 21 décembre 2008.

Le 25 août 2008, un office funèbre célébré par le grand rabbin Michael Schudrich a lieu à la mémoire de Bronisław Geremek, rescapé du ghetto de Varsovie, et homme politique polonais influent, tué dans un accident de voiture.
Le 5 décembre 2008, une cérémonie se déroule en hommage aux victimes des attentats terroristes de Bombay. Le rabbin des Loubavitch, Salomon Ber Stamblerem, les ambassadeurs d'Israël, d'Inde, des États-Unis, du Royaume-Uni et de très nombreux membres de la communauté juive polonaise assistent à cet office.
Le 21 décembre 2008, pour la première fois depuis la Seconde Guerre mondiale, un président polonais en exercice, Lech Kaczyński, se rend à la syngogue Nożyk pour participer à l'allumage de la première bougie de Hanoucca et à la prière honorifique pour le 90e anniversaire de l'indépendance de la Pologne. Il est accompagné de sa femme Maria Kaczyńska et est accueilli par les chants des enfants de l'école Lauder-Morasha de Varsovie,. Puis le chœur de la synagogue entonne l'hymne national polonais Mazurek Dąbrowskiego et le chant des partisans du ghetto de Varsovie Zog Nicht Keynmol en yiddisch. Après les prières et les discours, le grand rabbin de Pologne Michael Schudrich et le président Kaczyński allument ensemble la première bougie de Hanoucca.

### La synagogue comme centre de la culture juive
La synagogue Nożyk n'est pas seulement un lieu de culte, mais aussi le centre en pleine expansion de la culture juive. Elle a organisé de nombreuses expositions, concerts et conférences. 
Elle a, entre autres, accueilli les Hazzanim Baruch Finkelstein, Benzion Miller, Hershel Lieber, Joseph Malovanego, Jacobs Shalom, Shmuel Barzilai, Berel Zucker, Erick Freeman, le rabbin Abraham Greenbaum, le chœur d'hommes de la synagogue Beth Sholom de Philadelphie, le chœur de la synagogue à la Cigogne Blanche de Wrocław, celui du kibboutz Ma'agan Michael et de la ville d'Herzliya en Israël, ainsi que les ensembles Nayekovichi et Young Jerusalem Saxophone Quartet.
Du 8 décembre 2001 à janvier 2002, à l'occasion du centième anniversaire de la synagogue Nożyk, s'est tenue l'exposition Souviens-toi : les monuments juifs de Varsovie. L'exposition présentait essentiellement des archives d'époque, des photographies des bâtiments et lieux d'intérêt particulier pour les Juifs de Varsovie, ainsi que des fragments de livres anciens, des livres de prières et autres judaica. L'exposition se tenait dans le vestibule et sur les murs d'une des cages d'escalier. Chaque objet était accompagné d'une description détaillée. 
Du 19 avril au 30 juillet 2007, s'est tenue dans la galerie réservée aux femmes une exposition de photographies, dont la majorité était inédite, sur le ghetto de Varsovie. Les photographies montraient principalement les premiers mois du ghetto et avaient été achetées par la communauté juive de Varsovie lors d'enchères internationales sur Internet. Les auteurs de ces photos sont probablement d'anciens soldats nazis chargés de la surveillance du ghetto. 
Du 2 au 16 septembre 2007 a eu lieu une exposition du photographe Jacek Jędrzejczak et du 17 septembre au 17 octobre une exposition jumelée associant les dix-huit photographies de Sebastian Rakowski rassemblées sous le titre Les Juifs d'Otwock et les quinze tableaux de Tomasz Brzostka réunis sous le titre « La terre des rêves étranges ».
Depuis 2004, le concert inaugural du Festival de culture juive de Varsovie se déroule dans la synagogue. En 2007, Aleksander Kwaśniewski, ancien président de la République Polonaise, et sa femme Jolanta, Hanna Gronkiewicz-Waltzle, maire de Varsovie, Sigmund Rolat, président de la fondation Shalom de New York, ainsi que l'acteur Szymon Szurmiej, la journaliste Małgorzata Niezabitowska et de nombreuses autres personnalités importantes de la vie politique polonaise telles que Marek Borowski ou Witold Dąbrowski, assistèrent à ce concert inaugural.

## Personnes associées à la synagogue
- Zalman Nożyk (1846-1903) – fondateur de la synagogue.
- Abraham Cwi Dawidowicz (1887-1942) – conducteur du chœur synagogal.
- David Ajzensztadt – Hazzan et conducteur du chœur synagogal.
- Michael Schudrich – grand rabbin de Pologne depuis 2004.
- Pinchas Menachem Joskowicz – grand rabbin de Pologne de 1988 à 1999.